# Anillo (química)

Cuatro cicloalcanos, todos los cuales exhiben anillos simples.

En química, un anillo es un término ambiguo, que se refiere a un  ciclo simple de átomos y enlaces en una molécula o a un conjunto conectado de átomos y enlaces en el que cada átomo y enlace es miembro de un ciclo (también llamado sistema de anillo). Un sistema de anillo que es un ciclo simple se llama monociclo o anillo simple, y uno que no es un ciclo simple se llama policiclo o sistema de anillo policíclico. Un anillo simple contiene el mismo número de enlaces sigma que átomos, y un sistema de anillo policíclico contiene más enlaces sigma que átomos.
Una molécula que contiene uno o más anillos se denomina compuesto cíclico, y una molécula que contiene dos o más anillos (ya sea en el mismo o en diferentes sistemas de anillos) se denomina compuesto policíclico. Una molécula que no contiene anillos se denomina compuesto acíclico o de cadena abierta.

## Anillos homocíclicos y heterocíclicos
Un anillo homocíclico es un anillo en el que todos los átomos son del mismo elemento químico. Un heterociclo o anillo heterocíclico es un anillo que contiene átomos de al menos dos elementos diferentes, es decir, un anillo no homocíclico. Un carbociclo o anillo carbocíclico es un anillo homocíclico en el que todos los átomos son carbono. Una clase importante de carbociclos son los anillos alicíclicos, y una subclase importante de estos son los cicloalcanos.

## Anillos y sistemas de anillos
En el uso común, los términos "anillo" y "sistema de anillo" se intercambian con frecuencia, con la definición apropiada dependiendo del contexto. Normalmente, un "anillo" indica un anillo simple, a menos que se califique de otra manera, como en términos como "anillo policíclico", "anillo condensado", "anillo espiro" y "anillo indol", donde claramente se pretende un sistema de anillo policíclico. Asimismo, un "sistema de anillo" denota típicamente un sistema de anillo policíclico, excepto en términos como "sistema de anillo monocíclico" o "sistema de anillo de piridina". Para reducir la ambigüedad, las recomendaciones de la IUPAC sobre nomenclatura orgánica evitan el uso del término "anillo" utilizando frases como "parental monocíclico" y "sistema de anillo policíclico". 